# Simpelveld
Simpelveld (anhörenⓘ, im lokalen Dialekt Zumpelveld, deutsch Simpelfeld) ist eine niederländische Gemeinde in der Provinz Limburg. Neben dem Hauptort Simpelveld gibt es noch die Ortschaften Bocholtz und Molsberg.
Es gab bis zum Jahre 1992 in Simpelveld einen Bahnhof (gelegen an der Bahnstrecke Aachen–Maastricht), der aber wegen des zu geringen Personenverkehrsaufkommens geschlossen wurde. Seit 1995 wird die Strecke als Museumsbahn von der Zuid-Limburgse Stoomtrein Maatschappij (ZLSM) betrieben, die lediglich einen sonntäglichen Touristenzug und zusätzlich noch sommerliche Sonderfahrten anbietet. Im Bahnhof von Simpelveld ist außerdem der Hauptsitz der ZLSM, die darüber hinaus auch die Bahnstrecke Schaesberg–Simpelveld (Millionenlinie) übernommen hat, welche von hier über Schaesberg nach Landgraaf zieht und wegen ihrer enorm hohen Kosten so genannt wurde.
Simpelveld liegt im südlimburgischen Hügelland, dem Mergelland. Bei einer römischen Villa Rustica in der Nähe von Simpelveld wurde der bekannte Sarkophag von Simpelveld gefunden.

## Bevölkerung (nach Bezirken)
| Einwohner gesamt | Simpelveld | Bocholtz |
| ---------------- | ---------- | -------- |
| 10.255           | 5.220      | 5.035    |

(Stand: 1. Januar 2024)

## Politik

### Sitzverteilung im Gemeinderat
Der Gemeinderat wird seit 1981 folgendermaßen gebildet:
| Partei                                | Sitze  | Sitze | Sitze | Sitze | Sitze | Sitze | Sitze | Sitze | Sitze | Sitze | Sitze |
| Partei                                | 1981 a | 1986  | 1990  | 1994  | 1998  | 2002  | 2006  | 2010  | 2014  | 2018  | 2022  |
| ------------------------------------- | ------ | ----- | ----- | ----- | ----- | ----- | ----- | ----- | ----- | ----- | ----- |
| Samen 1                               | –      | –     | –     | –     | –     | –     | –     | –     | –     | 2     | 5     |
| BurgerBelangen                        | –      | –     | –     | 2     | 3     | 3     | 4     | 5     | 5     | 4     | 4     |
| Leefbaar Simpelveld                   | –      | –     | –     | –     | –     | 5     | 4     | 4     | 3     | 3     | 3     |
| CDA                                   | 1      | 2     | 3     | 4     | 5     | 2     | 2     | 2     | 3     | 3     | 2     |
| Lokaal Actief b                       | 4      | 4     | 4     | 4     | 4     | 3     | 3     | 3     | 2     | 3     | 1     |
| PvdA                                  | 0      | 1     | 1     | 0     | 1     | 0     | 2     | 1     | 2     | 0     | –     |
| Lijst Thewissen c                     | –      | 1     | 1     | 1     | 1     | 2     | –     | –     | –     | –     | –     |
| Lokale Democraten                     | –      | –     | –     | –     | 1     | –     | –     | –     | –     | –     | –     |
| Onafhankelijke Groepering d           | 2      | 2     | 2     | 2     | –     | –     | –     | –     | –     | –     | –     |
| Algemene Belangen Groepering          | 4      | 2     | 1     | 1     | –     | –     | –     | –     | –     | –     | –     |
| Lijst Loozen                          | 2      | 1     | 1     | 1     | –     | –     | –     | –     | –     | –     | –     |
| Lijst Starmans                        | –      | 2     | 2     | 0     | –     | –     | –     | –     | –     | –     | –     |
| Alternatieve Democraten               | –      | 0     | –     | –     | –     | –     | –     | –     | –     | –     | –     |
| Wiel Rutters voor Eenheid en Openheid | 2      | 0     | –     | –     | –     | –     | –     | –     | –     | –     | –     |
| VVD                                   | 0      | 0     | –     | –     | –     | –     | –     | –     | –     | –     | –     |
| Lijst Burggraaff                      | 0      | –     | –     | –     | –     | –     | –     | –     | –     | –     | –     |
| Gesamt                                | 15     | 15    | 15    | 15    | 15    | 15    | 15    | 15    | 15    | 15    | 15    |

Anmerkungen

### Kollegium von Bürgermeister und Beigeordneten
Folgende Personen gehören zum Kollegium:
Bürgermeister
- Susanne Scheepers (parteilos) (Amtsantritt: 13. Juli 2023)[1]

Beigeordnete
- Wiel Schleijpen (Burgerbelangen Simpelveld)
- Hub Hodinius (Lokaal Actief)
- Thijs Gulpen (Leefbaar Simpelveld)

Gemeindesekretärin
- Marion Liu

## Persönlichkeiten
- Joachim Becker (* 1931), deutscher Theologe und Hochschullehrer (Alttestamentler), lehrte in Kerkrade als Professor am Seminar Rolduc und lebte in Simpelveld[7]